# Grand Prix de Tennis de Lyon 2005 - Qualificazioni singolare
Le qualificazioni del singolare  del Grand Prix de Tennis de Lyon 2005 sono state un torneo di tennis preliminare per accedere alla fase finale della manifestazione. I vincitori dell'ultimo turno sono entrati di diritto nel tabellone principale. In caso di ritiro di uno o più giocatori aventi diritto a questi sono subentrati i lucky loser, ossia i giocatori che hanno perso nell'ultimo turno ma che avevano una classifica più alta rispetto agli altri partecipanti che avevano comunque perso nel turno finale.
Le qualificazioni del torneo Grand Prix de Tennis de Lyon 2005 prevedevano 32 partecipanti di cui 4 sono entrati nel tabellone principale.

## Teste di serie
1. Wang Yeu-tzuoo (ultimo turno)
2. Gilles Simon (ultimo turno)
3. Dick Norman (secondo turno)
4. Antony Dupuis (secondo turno)

1. Marc Gicquel (Qualificato)
2. Nicolas Mahut (Qualificato)
3. Grégory Carraz (Qualificato)
4. Thomas Enqvist (Qualificato)

## Qualificati
1. Marc Gicquel
2. Thomas Enqvist

1. Grégory Carraz
2. Nicolas Mahut

## Tabellone

### Legenda
| - Q = Qualificato - WC = Wild card - LL = Lucky loser | - ALT = Alternate - SE = Special Exempt - PR = Protected Ranking | - w/o = Walkover - r = Ritirato - d = Squalificato |

### Sezione 1
|  | Primo turno      | Primo turno      | Primo turno      | Primo turno | Primo turno |  |  | Secondo turno | Secondo turno    | Secondo turno | Secondo turno | Secondo turno |   |   | Ultimo turno | Ultimo turno   | Ultimo turno   | Ultimo turno | Ultimo turno |  |
|  |                  |                  |                  |             |             |  |  |               |                  |               |               |               |   |   |              |                |                |              |              |  |
|  |                  |                  |                  |             |             |  |  |               |                  |               |               |               |   |   |              |                |                |              |              |  |
|  |                  |                  |                  |             |             |  |  | 1             | Wang Yeu-tzuoo   | 64            | 6             | 6             |   |   |              |                |                |              |              |  |
|  | Robert Lindstedt | Robert Lindstedt | Robert Lindstedt | 7           | 7           |  |  |               | Robert Lindstedt | 7             | 2             | 2             |   |   |              |                |                |              |              |  |
|  | Artem Sitak      | Artem Sitak      | Artem Sitak      | 610         | 62          |  |  |               |                  |               |               |               |   |   | 1            | Wang Yeu-tzuoo | Wang Yeu-tzuoo | 4            | 2            |  |
|  | Nicolas Devilder | Nicolas Devilder | Nicolas Devilder | 6           | 6           |  |  |               |                  | 5             | Marc Gicquel  | Marc Gicquel  | 6 | 6 |              |                |                |              |              |  |
|  | Malek Jaziri     | Malek Jaziri     | Malek Jaziri     | 3           | 3           |  |  |               | Nicolas Devilder | 4             | 6             | 64            |   |   |              |                |                |              |              |  |
|  |                  |                  |                  |             |             |  |  | 5             | Marc Gicquel     | 6             | 3             | 7             |   |   |              |                |                |              |              |  |
|  |                  |                  |                  |             |             |  |  |               |                  |               |               |               |   |   |              |                |                |              |              |  |

### Sezione 2
|  | Primo turno         | Primo turno         | Primo turno         | Primo turno | Primo turno |  |  | Secondo turno | Secondo turno       | Secondo turno       | Secondo turno  | Secondo turno |   |   | Ultimo turno | Ultimo turno | Ultimo turno | Ultimo turno | Ultimo turno |  |
|  |                     |                     |                     |             |             |  |  |               |                     |                     |                |               |   |   |              |              |              |              |              |  |
|  |                     |                     |                     |             |             |  |  |               |                     |                     |                |               |   |   |              |              |              |              |              |  |
|  |                     |                     |                     |             |             |  |  | 2             | Gilles Simon        | Gilles Simon        | 7              | 7             |   |   |              |              |              |              |              |  |
|  | Cedric Lenoir       | Cedric Lenoir       | Cedric Lenoir       | 6           | 6           |  |  |               | Cedric Lenoir       | Cedric Lenoir       | 65             | 5             |   |   |              |              |              |              |              |  |
|  | Florian Reynet      | Florian Reynet      | Florian Reynet      | 0           | 4           |  |  |               |                     |                     |                |               |   |   | 2            | Gilles Simon | 3            | 6            | 2            |  |
|  | Jean-Michel Péquery | Jean-Michel Péquery | Jean-Michel Péquery | 6           | 6           |  |  |               |                     | 8                   | Thomas Enqvist | 6             | 3 | 6 |              |              |              |              |              |  |
|  | Cyril Spanelis      | Cyril Spanelis      | Cyril Spanelis      | 1           | 2           |  |  |               | Jean-Michel Péquery | Jean-Michel Péquery | 3              | 5             |   |   |              |              |              |              |              |  |
|  |                     |                     |                     |             |             |  |  | 8             | Thomas Enqvist      | Thomas Enqvist      | 6              | 7             |   |   |              |              |              |              |              |  |
|  |                     |                     |                     |             |             |  |  |               |                     |                     |                |               |   |   |              |              |              |              |              |  |

### Sezione 3
|  | Primo turno            | Primo turno            | Primo turno            | Primo turno | Primo turno |  |  | Secondo turno | Secondo turno          | Secondo turno  | Secondo turno  | Secondo turno  |   |   | Ultimo turno | Ultimo turno           | Ultimo turno           | Ultimo turno | Ultimo turno |  |
|  |                        |                        |                        |             |             |  |  |               |                        |                |                |                |   |   |              |                        |                        |              |              |  |
|  |                        |                        |                        |             |             |  |  |               |                        |                |                |                |   |   |              |                        |                        |              |              |  |
|  |                        |                        |                        |             |             |  |  | 3             | Dick Norman            | 7              | 65             | 2r             |   |   |              |                        |                        |              |              |  |
|  | Édouard Roger-Vasselin | Édouard Roger-Vasselin | Édouard Roger-Vasselin | 7           | 6           |  |  |               | Édouard Roger-Vasselin | 5              | 7              | 4              |   |   |              |                        |                        |              |              |  |
|  | Julien Cuaz            | Julien Cuaz            | Julien Cuaz            | 5           | 4           |  |  |               |                        |                |                |                |   |   |              | Édouard Roger-Vasselin | Édouard Roger-Vasselin | 3            | 0            |  |
|  | Jordan Kerr            | Jordan Kerr            | Jordan Kerr            | 6           | 6           |  |  |               |                        | 7              | Grégory Carraz | Grégory Carraz | 6 | 6 |              |                        |                        |              |              |  |
|  | Romain Fleuret         | Romain Fleuret         | Romain Fleuret         | 3           | 1           |  |  |               | Jordan Kerr            | Jordan Kerr    | 1              | 5              |   |   |              |                        |                        |              |              |  |
|  |                        |                        |                        |             |             |  |  | 7             | Grégory Carraz         | Grégory Carraz | 6              | 7              |   |   |              |                        |                        |              |              |  |
|  |                        |                        |                        |             |             |  |  |               |                        |                |                |                |   |   |              |                        |                        |              |              |  |

### Sezione 4
|  | Primo turno    | Primo turno    | Primo turno | Primo turno | Primo turno |  |  | Secondo turno | Secondo turno     | Secondo turno     | Secondo turno | Secondo turno |   |   | Ultimo turno | Ultimo turno      | Ultimo turno      | Ultimo turno | Ultimo turno |  |
|  |                |                |             |             |             |  |  |               |                   |                   |               |               |   |   |              |                   |                   |              |              |  |
|  |                |                |             |             |             |  |  |               |                   |                   |               |               |   |   |              |                   |                   |              |              |  |
|  |                |                |             |             |             |  |  | 4             | Antony Dupuis     | Antony Dupuis     | 2             | 3             |   |   |              |                   |                   |              |              |  |
|  |                |                |             |             |             |  |  |               | Younes El Aynaoui | Younes El Aynaoui | 6             | 6             |   |   |              |                   |                   |              |              |  |
|  |                |                |             |             |             |  |  |               |                   |                   |               |               |   |   |              | Younes El Aynaoui | Younes El Aynaoui | 65           | 4            |  |
|  | David Guez     | David Guez     | 6           | 64          | 6           |  |  |               |                   | 6                 | Nicolas Mahut | Nicolas Mahut | 7 | 6 |              |                   |                   |              |              |  |
|  | Armel Collinot | Armel Collinot | 1           | 7           | 4           |  |  |               | David Guez        | David Guez        | 63            | 3             |   |   |              |                   |                   |              |              |  |
|  |                |                |             |             |             |  |  | 6             | Nicolas Mahut     | Nicolas Mahut     | 7             | 6             |   |   |              |                   |                   |              |              |  |
|  |                |                |             |             |             |  |  |               |                   |                   |               |               |   |   |              |                   |                   |              |              |  |